# 겟 하드
《겟 하드》(영어: Get Hard)는 미국에서 제작된 에이탄 코언 감독의 2015년 범죄 코미디 영화이다. 윌 페럴, 케빈 하트, 팁 "T.I." 해리스, 앨리슨 브리, 크레이그 T. 넬슨 등이 출연하였다.

## 줄거리
부유한 백인 헤지 펀드 매니저 제임스는 어느 날 사기 및 횡령죄로 FBI에 체포된다. 불법적인 일을 전혀 하지 않은 제임스는 사법 체계가 당연히 혐의를 벗겨줄 거라고 자신하지만 악명 높은 샌 퀜틴 주립 교도소 10년 형을 선고받자 충격에 빠진다.
수감 전 제임스는 신변 정리를 위한 한 달의 시간을 번다. 제임스는 자신이 사용하는 주차장에서 작은 세차장을 운영하는 흑인 다넬을 전과자로 오해하고, 교도소 생존 훈련을 시켜준다면 3만 달러를 주겠다고 제안한다. 평생 주차 위반 딱지 한 번 떼인 적 없는 다넬은 딸을 좋은 학교로 전학 보낼 절호의 기회가 찾아왔다고 여기며 이를 수락한다.

## 출연
- 윌 페럴 - 제임스 킹 역
- 케빈 하트 - 다넬 루이스 역
- 크레이그 T. 넬슨 - 마틴 배로 역
- 앨리슨 브리 - 얼리사 배로 역
- 에드위나 핀들리 - 리타 루이스 역
- 팁 "T.I." 해리스 - 러셀 역
- 그레그 거먼 - 피터 페니 역
- 폴 벤빅터 - 게일 역
- 존 메이어 - 본인 역
- 댄 배커달 - 리오 역
- 론 펀치스 - 조조 역
- 지미 팰런 - 본인 역
- 맷 월시

## 기타 제작진
- 총괄 제작: 스티븐 므누신
- 세트: 진 서데이나
- 의상: 셰이 컨리프